# Ivan Stamenov
 (décembre 2021).
Pour les articles homonymes, voir Stamenov.
Ivan Stamenov est un avocat et diplomate bulgare. Pendant la Seconde Guerre mondiale, du 24 juin 1941 au 5 septembre 1944, il a représenté non seulement les intérêts du Royaume de Bulgarie, mais aussi les intérêts du Troisième Reich, du Royaume de Hongrie et du Royaume de Roumanie en L'Union Soviétique.
Extrêmement digne de confiance du tsar Boris III, Ivan Stamenov a servi à établir un contact direct entre Hitler et Staline.
Entre octobre 1941 et août 1943, l'ambassade de Bulgarie en URSS et les autres ont été transférées à Samara. Dans son bâtiment sont développés certains des détails les plus intéressants de l'histoire de la diplomatie. En novembre 1941, Staline, Molotov et Beria ont fait part à Stamenov de leur désir de faire savoir que l'Union soviétique était prête à négocier avec la diplomatie nazie en cédant les républiques baltes, la Moldavie et peut-être d'autres territoires.
Cependant, Stamenov a catégoriquement refusé de négocier un deuxième traité de paix Brest-Litovsk, disant aux dirigeants soviétiques que même si l'Armée rouge se retirait dans l'Oural, elle battrait les Allemands. Staline n'a écouté que Stamenov. 
Selon d'autres sources, une proposition soviétique a été faite à Hitler le 20 février 1942, par l'intermédiaire de Stamenov et Parvan Draganov, l'ambassadeur de Bulgarie à Berlin représentant les intérêts de l'URSS. La proposition est de mettre fin aux hostilités sur le front de l'Est entre le 5 mai et le 1er août, pour négocier un éventuel accord – pour commencer une action conjointe de bonne foi avec le Japon contre la Grande-Bretagne et les États-Unis. C'était la dernière proposition soviétique de paix séparatiste depuis septembre 1942, et Karl Schnure la connaissait également en tant que médiateur. On pense qu'Hitler, après ses deux rencontres face à face le 14 août 1943 à Wolfsschanze avec le tsar Boris III. déjà accepté en principe la paix séparatiste avec l'URSS et Stamenov devait informer la direction soviétique. Hitler a finalement obéi à Mussolini après la bataille de Koursk, mais le tsar bulgare a été empoisonné et la connexion a été rompue. En apprenant la mort du tsar Boris III, Hitler est devenu furieux, a brisé un vase dans le mur, criant que cela aurait dû lui arriver juste avant la trahison de l'Italie.